# Senillosa
Senillosa est une ville d'Argentine située à l'est de la province de Neuquén, dans le département de Confluencia. Elle se trouve sur la rive gauche du río Limay, à 33 km de la capitale provinciale Neuquén. On y accède par la route nationale 22.

## Économie
- Agriculture par irrigation (450 hectares productifs) : fruits.
- Parc industriel de 50 hectares.
- Tourisme : à Arroyito : sports nautiques, golf. Pêche sur le lac du barrage d'El Chocón.

## Population
La population de la ville se montait à 5 770 habitants en 2001. La croissance atteignait ainsi 18,7 % par rapport aux 4 860 recensés en 1991.